# Giacomo Boselli
Giacomo Boselli (Savona, 5 dicembre 1744 – Legino, 3 novembre 1808) è stato un ceramista italiano.

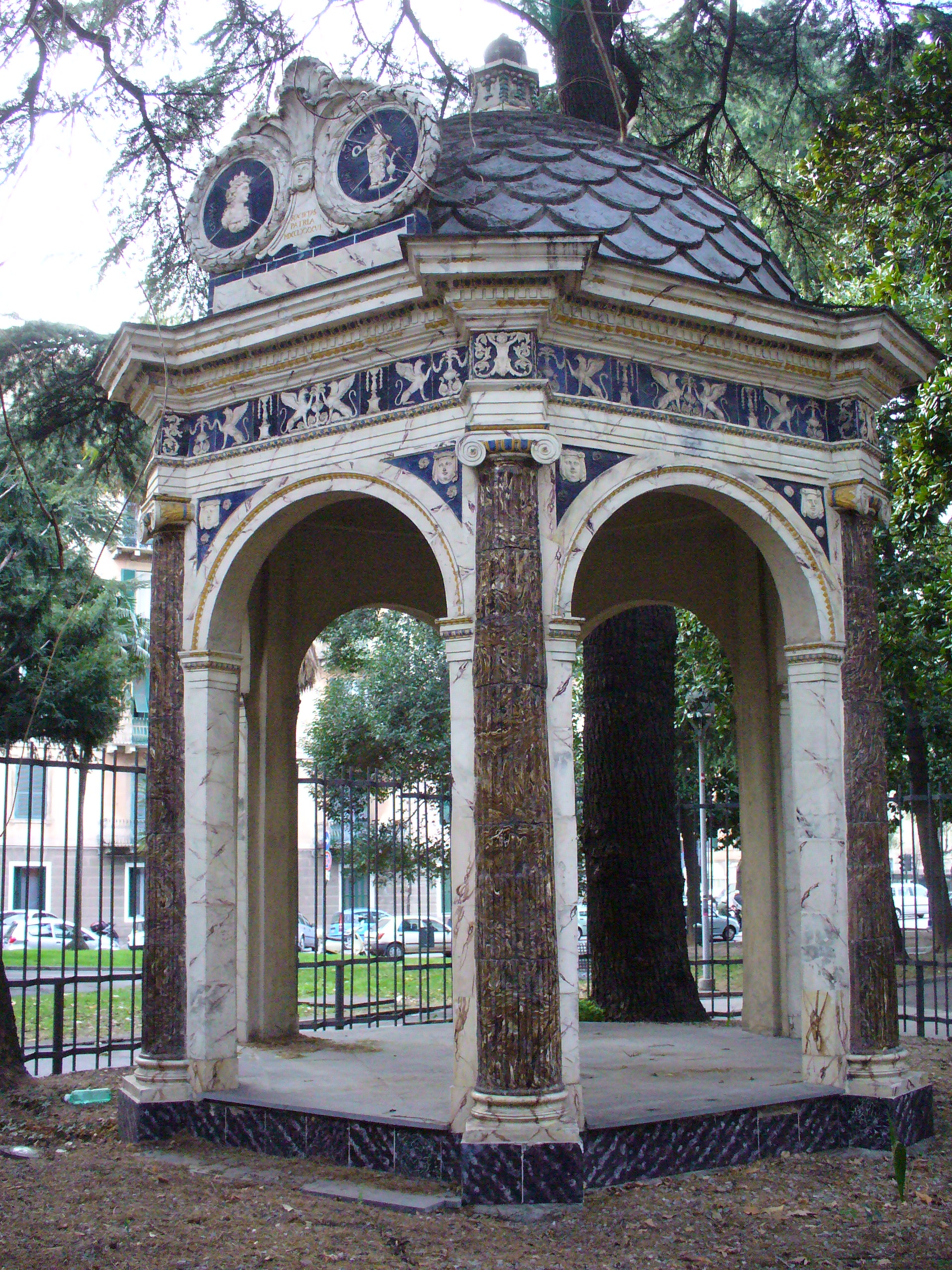
Il tempietto di Boselli, 1785

Giacomo Boselli apprese dal padre, esperto ceramista, i segreti del mestiere. Si recò tuttavia anche a Marsiglia per imparare le tecniche che in quella città andavano di moda. Verso il 1768 aprì la propria fornace, che produceva soprattutto maiolica e ceramica, imitando i pezzi di Marsiglia, ma anche quelli Wedgwood.
In società con Giuseppe Robatto produsse anche oggetti di porcellana a pasta tenera e biscuit, in particolare figurine e gruppi centrotavola (detti trionfi) per la nobiltà genovese. Erano opere di gusto neoclassico e di soggetto mitologico o storico.
L'opera più tipica di Giacomo Boselli è il tempietto neoclassico rivestito di maiolica che costruì per il proprio giardino e che nel 1930 fu spostato nei giardini Dante Alighieri di Savona.
È deceduto il 3 novembre 1808 (e non il 6 novembre come spesso riportato) nella sua villetta di campagna, sita nei pressi della Parrocchia di S. Ambrogio, a Legino.